# Maximum the Hormone
Maximum the Hormone là một ban nhạc nu metal ở Hachiōji, Tokyo.

## Thành viên

### Hiện tại
- Daisuke-han - Rap (1998-nay)
- Nao - Trống, hát (1998-nay)
- Maximum the Ryo-kun - Ghita, hát (1999-nay)
- Ue-chan - Ghita bass(1999-nay)

## Danh sách đĩa nhạc
- A.S.A. Crew (1999)
- Hō (2001)
- Mimi Kajiru (2002)
- Kusoban (2004)
- Rokkinpo Goroshi (2005)
- Bu-ikikaesu (2007)
- Yoshū Fukushū (2013)